# Polizoi Arbëri

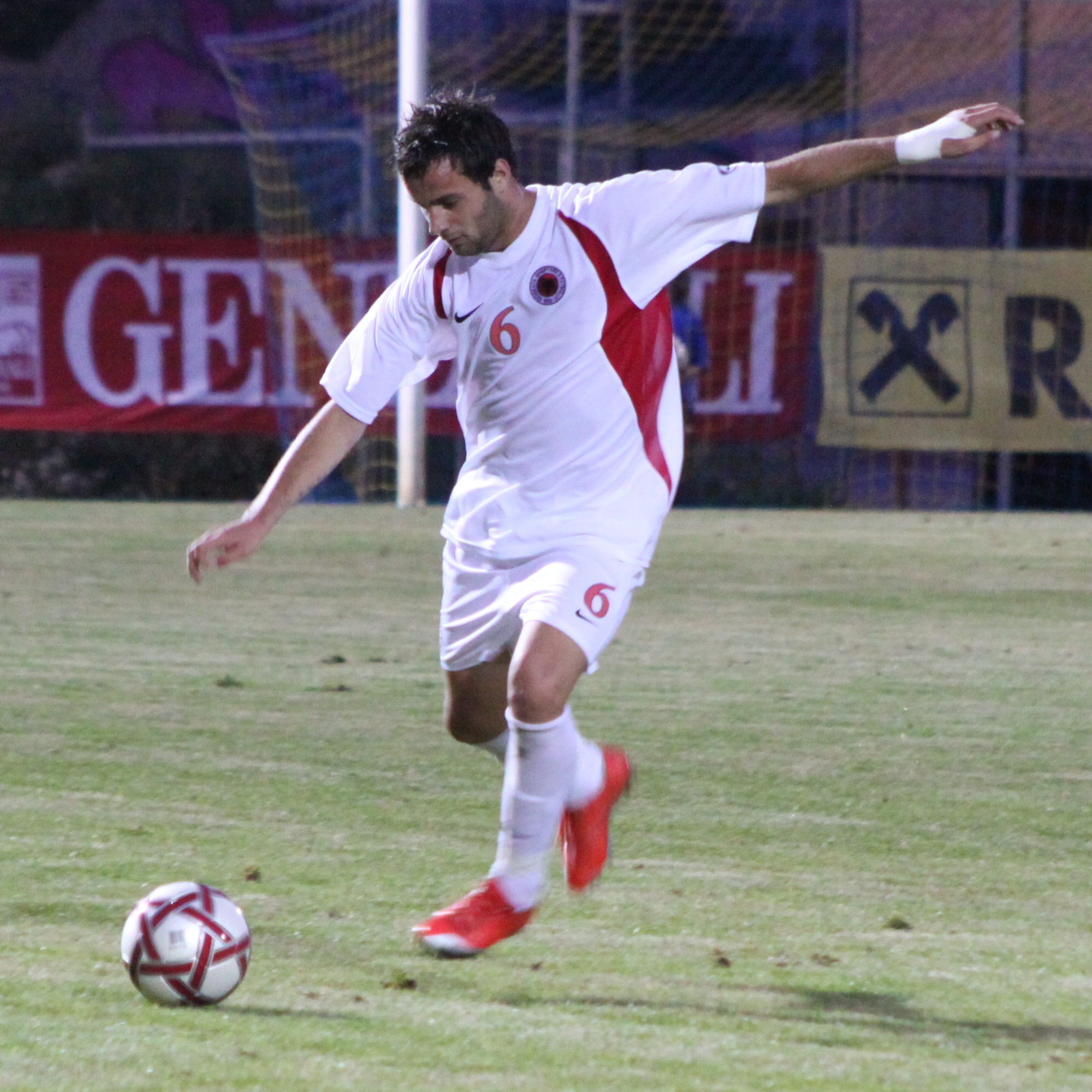
Polizoi Arbëri (2009)

Polizoi Arbëri (Arbri) (ur. 9 września 1988 w Beracie) – albański piłkarz, były członek albańskich reprezentacji U-17, U-19 i U-21.